# Gare de Glåmos
La gare de Glåmos fait partie de la ligne de  Røros en Norvège.